# Поцелуй украдкой
«Поцелуй украдкой» (фр. Le Baiser à la dérobée) — картина из собрания Эрмитажа в Санкт-Петербурге (инв. ГЭ-1300), традиционно атрибутируемая как произведение французского живописца рококо Жана-Оноре Фрагонара. Несущая влияние живописи «малых голландцев», картина изображает сценку между двумя возлюбленными — популярный сюжет в среде дореволюционной французской аристократии.
В прошлом «Поцелуй украдкой» принадлежал последнему монарху Речи Посполитой Станиславу Августу Понятовскому и находился в его летней резиденции в Варшаве — Лазенковском дворце. В начале XIX века картина стала частью художественных коллекций российских императоров после приобретения Лазенковского дворца Александром I; в 1895 году она поступила в экспозицию Эрмитажа, где и остаётся в настоящее время. 
Традиционная атрибуция датируемой концом 1780-х годов картины — одного из самых известных полотен эпохи рококо в современном собрании Эрмитажа — как произведения Фрагонара восходит к указанию на его имя, с которым она была опубликована в виде офорта вскоре после своего создания. В то же время полотно несёт черты живописной манеры, более характерной для свояченицы и ученицы Фрагонара Маргерит Жерар; в этой связи часть авторов считает картину исключительно работой Жерар, либо совместной работой Фрагонара и Жерар.

## Композиция
На картине изображена сценка, происходящая между двумя влюблёнными: молодой мужчина, стоя в балконных дверях, украдкой целует юную девушку, оставившую на короткое время своих подруг, сидящих в соседней комнате — их видно из-за приоткрытой двери в другую комнату. Подобные романтические сюжеты были популярны во французской живописи до Французской революции. Композиционно картина решена сложным образом, в ней господствует диагональ, образованная наклонённой девушкой и длинным платком в её руках; пространство жестко ограничено и уравновешено двумя четкими вертикалями дверей балкона и комнаты. Яркое белое платье девушки также ограничено двумя светлыми пятнам дверей и гармонирует с тёмно-розовым цветом занавеси и светло-коричневым цветом небольшой тумбы. Девушка имеет портретное сходство с дочерью художника Розалией, но однозначно утверждать, что изображена именно она, нельзя.

## История
Картина датируется концом 1780-х годов; в своём каталоге французской живописи XVIII века (1982) сотрудница Эрмитажа Инна Немилова выводила эту датировку из технологических и стилистических особенностей работы: эмалевидности поверхности, слитности мазков и «голландского» типа композиции в целом, а также некоторой близости к работам Маргерит Жерар — свояченицы и ученицы Фрагонара. Другие исследователи — в частности Жорж Вильденштейн и Жан-Пьер Кузен — также относили картину к концу 1780-х годов.
Первое упоминание композиции относится к лету 1788 года, когда в нескольких парижских изданиях, в том числе журнале Mercure de France, было сообщено о поступлении в продажу гравюры Николы Франсуа Реньо с «Поцелуя украдкой»; гравюра Реньо была заявлена как парная к работе «Задвижка». Некоторое время спустя «Поцелуй украдкой» оказался в собрании последнего короля Речи Посполитой Станислава Августа Понятовского в Лазенковском дворце в Варшаве; предположительно, она была приобретена во время распродаж дворянских ценностей, имевших место во время революции во Франции. Понятовский высоко ценил «Поцелуй украдкой» и хотел вывезти его из Варшавы в Санкт-Петербург, куда переехал после своего отречения.
Замысел Понятовского остался неосуществлённым, и картина осталась в Лазенковском дворце, последовательно переходившего по наследству к племянникам короля: военачальнику Юзефу Понятовскому и позднее к его сестре Марии Терезе; последняя в 1817 году продала Лазенковский дворец с находившимися там произведениями российскому императору Александру I. В 1895 году, десятилетия спустя после приобретения Лазенковского дворца, «Поцелуй украдкой» и четыре других картины из бывшей коллекции Понятовского были перевезены в Санкт-Петербург и вошли в состав экспозиций Эрмитажа, чему предшествовала рекомендация хранителя императорских коллекций Андрея Сомова; последний обосновал своё предложение соображениями сохранности и доступности произведений.
После советско-польской войны «Поцелуй украдкой» стал предметом споров в связи с реализацией условий Рижского договора: польская сторона требовала вернуть картину как часть коллекции Лазенковского дворца; также требование получить работу в свою коллекцию поступало из московского Музея изящных искусств. По итогам переговоров стороны согласились на сохранении картины Фрагонара в составе Эрмитажа; польской стороне был предложен соответствующий эквивалент — картина «Полька», традиционно приписываемая Антуану Ватто (ныне эта работа находится в Национальном музее в Варшаве). В настоящее время «Поцелуй украдкой» выставляется в Зимнем дворце в зале 288.
В 1913 году на Императорском фарфоровом заводе в Петербурге по проекту А. И. Войткевича была изготовлена ваза-кратер, в оформлении которой был использован «Поцелуй украдкой» (автор росписи Яков Горяев. Крытье надглазурное монохромное, роспись надглазурная полихромная, позолота, цировка, золочение; 55,2 × 42 × 38 см); эта ваза также находится в собрании Эрмитажа (инв. Мз-И-2030).
В 1984 году Министерством связи СССР была выпущена почтовая марка с репродукцией этой картины, номинал марки — 10 копеек (№ 5574 по каталогу ЦФА).

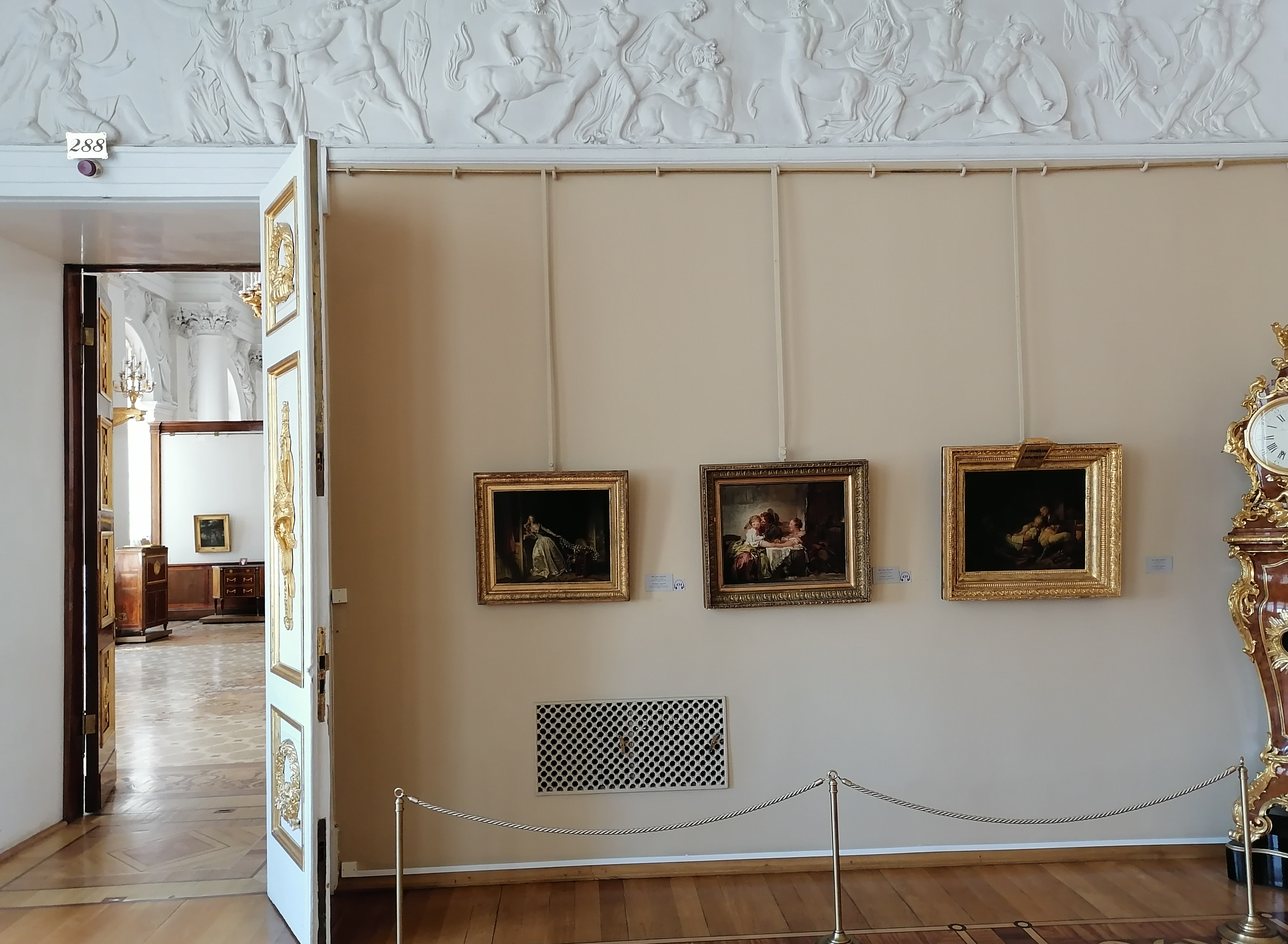
Картины Фрагонара в 288-м зале Зимнего дворца.
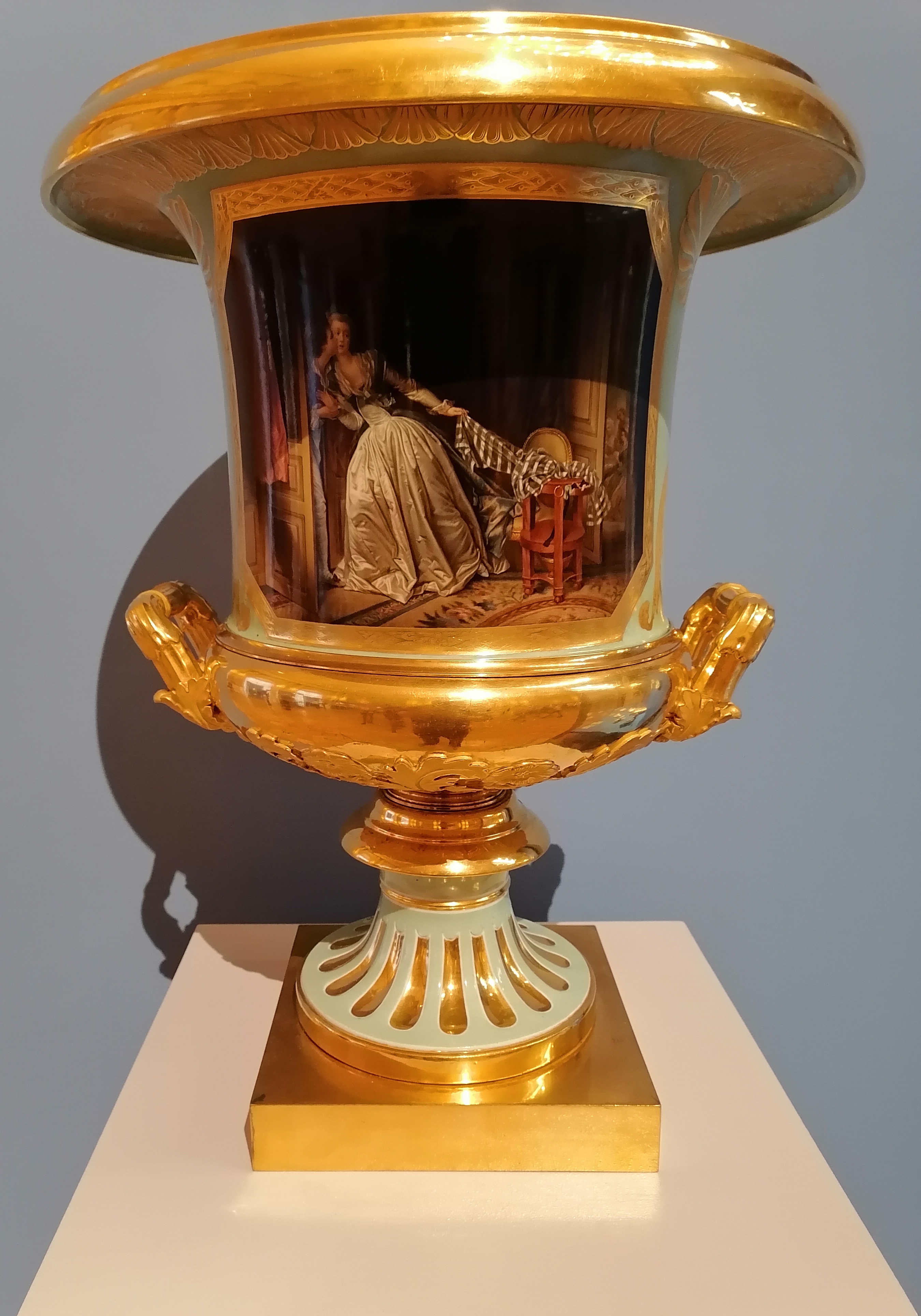
Ваза «Поцелуй украдкой»
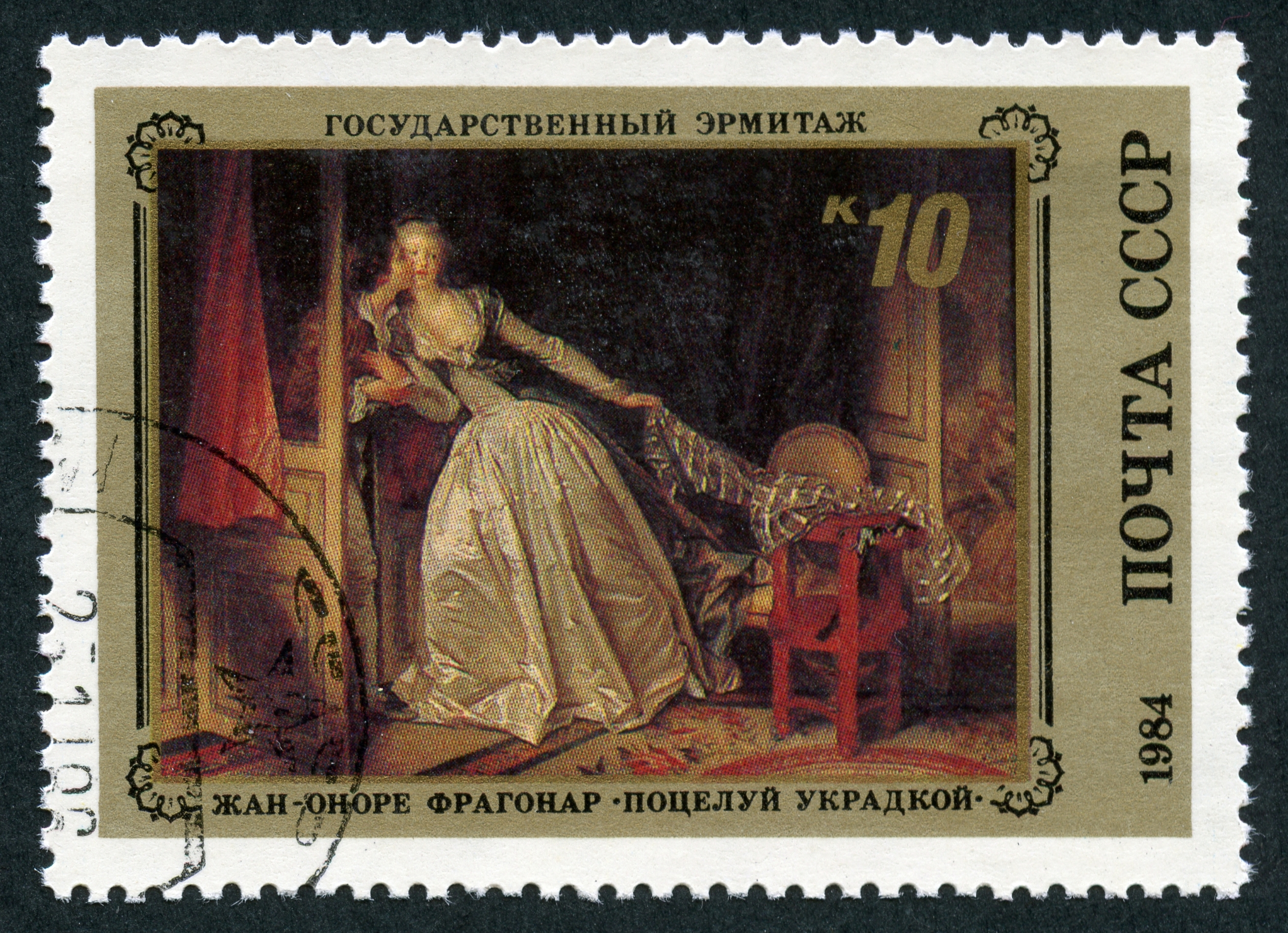
«Поцелуй украдкой» на почтовой марке СССР